# Evelyn Leland

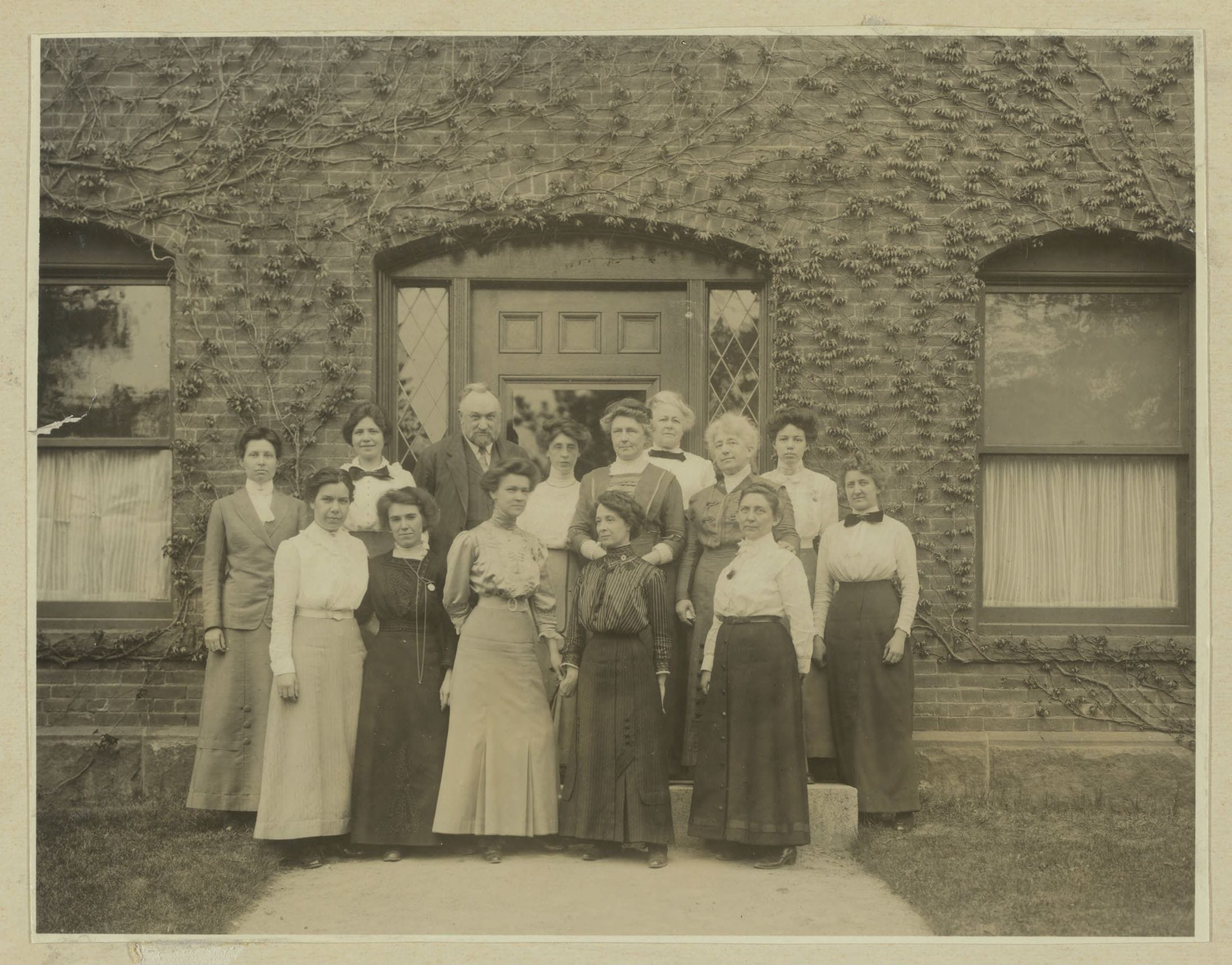
Le Harvard computers. Ultima fila (da S a D): Margaret Harwood, Mollie O'Reilly, Edward C. Pickering, Edith Gill, Annie Jump Cannon, Evelyn Leland (dietro Cannon), Florence Cushman, Marion Whyte (dietro Cushman), Grace Brooks. Prima fila: Arville Walker, sconosciuta (forse Johanna Mackie), Alta Carpenter, Mabel Gill, Ida Woods. Immagine concessa dall'Harvard-Smithsonian Center for Astrophysics. La fotografia è stata scattata il 13 maggio 1913.

Evelyn Frances Leland (c. 1870 – c. 1930) è stata un'astronoma statunitense del gruppo delle "Harvard computers", un gruppo di donne impiegate dall'Harvard College Observatory sotto la direzione di Edward Charles Pickering.

## Biografia
Nota per il suo contributo allo studio degli spettri stellari, dal 1889 al 1925 fece parte di questo gruppo di assistenti sottopagate, con uno stipendio iniziale di 25 centesimi di dollaro all'ora.
Le ricerche condotte all'Osservatorio sugli spettri stellari richiedevano l'analisi meticolosa di numerose e fragili lastre di vetro sulle quali era impressa la luce di corpi celesti distanti. Le osservazioni venivano condotte all'Osservatorio Boyden di Arequipa, in Perù, e poi inviate al campus di Harvard a Cambridge, nel Massachusetts.
Insieme ad altri "computer umani", Leland ha misurato e calcolato la luminosità degli spettri stellari in modo estensivo, scoprendo nuove stelle variabili e altri "oggetti con spettri particolari". Leland ha lavorato alla stesura di articoli scientifici con altri colleghi dell'Osservatorio.